# Akira Nishino
Akira Nishino (西野朗?, Nishino Akira; Saitama, 7 aprile 1955) è un allenatore di calcio ed ex calciatore giapponese, di ruolo centrocampista.

## Carriera

### Giocatore
Durante la carriera da calciatore ha giocatore nel ruolo di centrocampista, collezionando 12 presenze in nazionale tra il 1977 e il 1978 e realizzando il suo unico gol internazionale contro la Malaysia.

### Allenatore

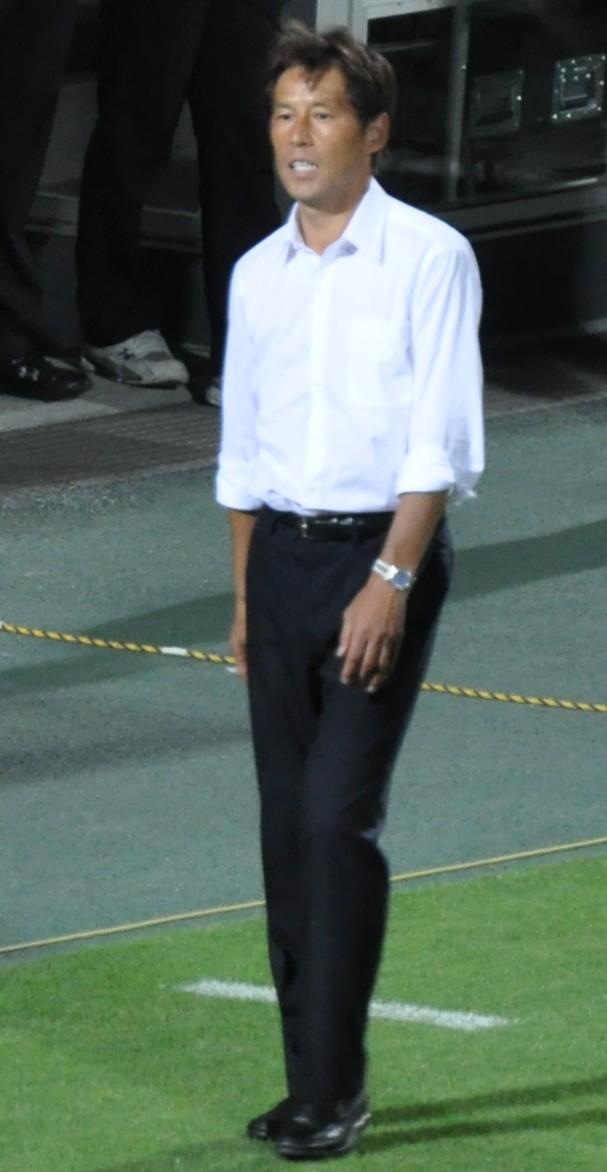
Nishino nel 2011

Dopo la sua carriera da giocatore, diviene allenatore di varie squadre nazionali giovanili giapponesi. Partecipa al Torneo olimpico di calcio del 1996 come allenatore, assicurando la prima, e ad oggi unica, vittoria di una nazionale giapponese sul Brasile. Nel 1998 passa sulle panchine di squadre di club, allenando il Kashiwa Reysol, il Gamba Osaka, il Vissel Kobe e il Nagoya Grampus.
Sulla panchina del Gamba Osaka vince sei trofei, tra cui un campionato, una coppa nazionale e, soprattutto, l'AFC Champions League 2008.
Nel marzo 2016 torna a lavorare per la nazionale giapponese in qualità di direttore tecnico, prima di essere nominato ufficialmente allenatore della nazionale maggiore il 9 aprile 2018 subentrando a Vahid Halilhodžić (esonerato per contrasti coi "senatori" del gruppo), con la squadra già qualificata al campionato del mondo 2018.
Debutta nella massima competizione planetaria con una vittoria a sorpresa per 2-1 sulla più quotata Colombia, poi ottiene un pari per 2-2 col Senegal; nonostante la successiva sconfitta per 1-0 con la già eliminata Polonia, la squadra di Nishino supera il turno, a discapito della selezione africana, in virtù del minor numero di ammonizioni (divenendo così la prima compagine ad usufruire della neo-introdotta regola del "fair play"). Agli ottavi di finale il Giappone viene eliminato dal Belgio: nonostante un iniziale vantaggio di due reti, negli ultimi venti minuti la squadra asiatica subisce la rimonta degli avversari, che trovano al 94' il gol del definitivo 3-2.
Nonostante l'ottima ed insperata prestazione al mondiale, il presidente della Federazione calcistica giapponese Kōzō Tashima decide di non confermarlo come CT.
Nel luglio 2019 assume la guida della nazionale thailandese, diventando contestualmente anche ct della nazionale thailandese Under-23. A causa degli scarsi risultati ottenuti nel girone di seconda fase delle qualificazioni asiatiche al campionato del mondo 2022, nel luglio 2021 viene esonerato.

## Statistiche

### Giocatore

#### Presenze e reti nei club
| Stagione | Squadra | Campionato | Campionato | Campionato |
| Stagione | Squadra | Comp       | Pres       | Reti       |
| -------- | ------- | ---------- | ---------- | ---------- |
| 1978     | Hitachi | JSL        | 13         | 1          |
| 1979     | Hitachi | JSL1       | 12         | 0          |
| 1980     | Hitachi | JSL1       | 15         | 6          |
| 1981     | Hitachi | JSL1       | 8          | 1          |
| 1982     | Hitachi | JSL1       | 15         | 4          |
| 1983     | Hitachi | JSL1       | 18         | 2          |
| 1984     | Hitachi | JSL1       | 17         | 2          |
| 1985-86  | Hitachi | JSL1       | 22         | 12         |
| 1986-87  | Hitachi | JSL1       | 17         | 1          |
| 1987-88  | Hitachi | JSL2       | ?          | ?          |
| 1988-89  | Hitachi | JSL2       | ?          | ?          |
| 1989-90  | Hitachi | JSL1       | 6          | 0          |
|          | Totale  |            | 143+       | 29+        |

#### Cronologia presenze e reti in nazionale
| Cronologia completa delle presenze e delle reti in nazionale ― Giappone | Cronologia completa delle presenze e delle reti in nazionale ― Giappone | Cronologia completa delle presenze e delle reti in nazionale ― Giappone | Cronologia completa delle presenze e delle reti in nazionale ― Giappone | Cronologia completa delle presenze e delle reti in nazionale ― Giappone | Cronologia completa delle presenze e delle reti in nazionale ― Giappone | Cronologia completa delle presenze e delle reti in nazionale ― Giappone | Cronologia completa delle presenze e delle reti in nazionale ― Giappone |
| Data                                                                    | Città                                                                   | In casa                                                                 | Risultato                                                               | Ospiti                                                                  | Competizione                                                            | Reti                                                                    | Note                                                                    |
| ----------------------------------------------------------------------- | ----------------------------------------------------------------------- | ----------------------------------------------------------------------- | ----------------------------------------------------------------------- | ----------------------------------------------------------------------- | ----------------------------------------------------------------------- | ----------------------------------------------------------------------- | ----------------------------------------------------------------------- |
| 6-3-1977                                                                | Tel Aviv                                                                | Israele                                                                 | 2 – 0                                                                   | Giappone                                                                | Qual. Mondiali 1978                                                     | -                                                                       |                                                                         |
| 6-3-1977                                                                | Tel Aviv                                                                | Giappone                                                                | 0 – 2                                                                   | Israele                                                                 | Qual. Mondiali 1978                                                     | -                                                                       |                                                                         |
| 26-3-1977                                                               | Tokyo                                                                   | Giappone                                                                | 0 – 0                                                                   | Corea del Sud                                                           | Qual. Mondiali 1978                                                     | -                                                                       |                                                                         |
| 3-4-1977                                                                | Tokyo                                                                   | Corea del Sud                                                           | 1 – 0                                                                   | Giappone                                                                | Qual. Mondiali 1978                                                     | -                                                                       |                                                                         |
| 23-5-1978                                                               | Nagoya                                                                  | Giappone                                                                | 3 – 0                                                                   | Thailandia                                                              | 1978 Japan Cup                                                          | -                                                                       | 45’                                                                     |
| 13-7-1978                                                               | Kuala Lumpur                                                            | Giappone                                                                | 0 – 0                                                                   | Iraq                                                                    | Pestabola Merdeka 1978                                                  | -                                                                       |                                                                         |
| 13-7-1978                                                               | Kuala Lumpur                                                            | Giappone                                                                | 1 – 2                                                                   | Indonesia                                                               | Pestabola Merdeka 1978                                                  | -                                                                       |                                                                         |
| 17-7-1978                                                               | Kuala Lumpur                                                            | Siria                                                                   | 2 – 3                                                                   | Giappone                                                                | Pestabola Merdeka 1978                                                  | -                                                                       |                                                                         |
| 19-7-1978                                                               | Kuala Lumpur                                                            | Corea del Sud                                                           | 4 – 0                                                                   | Giappone                                                                | Pestabola Merdeka 1978                                                  | -                                                                       |                                                                         |
| 21-7-1978                                                               | Kuala Lumpur                                                            | Malaysia                                                                | 4 – 1                                                                   | Giappone                                                                | Pestabola Merdeka 1978                                                  | 1                                                                       |                                                                         |
| 23-7-1978                                                               | Kuala Lumpur                                                            | Giappone                                                                | 1 – 2                                                                   | Singapore                                                               | Pestabola Merdeka 1978                                                  | -                                                                       | 45’                                                                     |
| 26-7-1978                                                               | Kuala Lumpur                                                            | Thailandia                                                              | 0 – 4                                                                   | Giappone                                                                | Pestabola Merdeka 1978                                                  | -                                                                       | 45’                                                                     |
| Totale                                                                  |                                                                         | Presenze                                                                | 12                                                                      |                                                                         | Reti                                                                    | 1                                                                       |                                                                         |

### Allenatore

#### Nazionale giapponese
| 2018            | Giappone        | Mondiale 2018   | Ottavi di finale | 4 | 1 | 1 | 2 | 25,00 | 6  | 7  | -1 |
| 2018            | Giappone        | Amichevoli      | —                | 3 | 1 | 0 | 2 | 33,33 | 4  | 4  | 0  |
| Totale Giappone | Totale Giappone | Totale Giappone | Totale Giappone  | 7 | 2 | 1 | 4 | 28,57 | 10 | 11 | -1 |

#### Panchine da commissario tecnico della nazionale giapponese
| Cronologia completa delle presenze e delle reti in nazionale ― Giappone | Cronologia completa delle presenze e delle reti in nazionale ― Giappone | Cronologia completa delle presenze e delle reti in nazionale ― Giappone | Cronologia completa delle presenze e delle reti in nazionale ― Giappone | Cronologia completa delle presenze e delle reti in nazionale ― Giappone | Cronologia completa delle presenze e delle reti in nazionale ― Giappone | Cronologia completa delle presenze e delle reti in nazionale ― Giappone | Cronologia completa delle presenze e delle reti in nazionale ― Giappone |
| Data                                                                    | Città                                                                   | In casa                                                                 | Risultato                                                               | Ospiti                                                                  | Competizione                                                            | Reti                                                                    | Note                                                                    |
| ----------------------------------------------------------------------- | ----------------------------------------------------------------------- | ----------------------------------------------------------------------- | ----------------------------------------------------------------------- | ----------------------------------------------------------------------- | ----------------------------------------------------------------------- | ----------------------------------------------------------------------- | ----------------------------------------------------------------------- |
| 30-5-2018                                                               | Yokohama                                                                | Giappone                                                                | 0 – 2                                                                   | Ghana                                                                   | Amichevole                                                              | -                                                                       | Cap: M. Hasebe                                                          |
| 8-6-2018                                                                | Lugano                                                                  | Svizzera                                                                | 2 – 0                                                                   | Giappone                                                                | Amichevole                                                              | -                                                                       | Cap: M. Hasebe                                                          |
| 12-6-2018                                                               | Innsbruck                                                               | Giappone                                                                | 4 – 2                                                                   | Paraguay                                                                | Amichevole                                                              | Takashi Inui (2) Federico Santander (aut.) Shinji Kagawa                | Cap: H. Yamaguchi                                                       |
| 19-6-2018                                                               | Saransk                                                                 | Colombia                                                                | 1 – 2                                                                   | Giappone                                                                | Mondiali 2018 - 1º turno                                                | Shinji Kagawa (rig.) Yūya Ōsako                                         | Cap: M. Hasebe                                                          |
| 24-6-2018                                                               | Ekaterinburg                                                            | Giappone                                                                | 2 – 2                                                                   | Senegal                                                                 | Mondiali 2018 - 1º turno                                                | Takashi Inui Keisuke Honda                                              | Cap: M. Hasebe                                                          |
| 28-6-2018                                                               | Volgograd                                                               | Giappone                                                                | 0 – 1                                                                   | Polonia                                                                 | Mondiali 2018 - 1º turno                                                | -                                                                       | Cap: E. Kawashima                                                       |
| 2-7-2018                                                                | Rostov-sul-Don                                                          | Belgio                                                                  | 3 – 2                                                                   | Giappone                                                                | Mondiali 2018 - Ottavi                                                  | Genki Haraguchi Takashi Inui                                            | Cap: M. Hasebe                                                          |
| Totale                                                                  |                                                                         | Presenze                                                                | 7                                                                       |                                                                         | Reti                                                                    | 10                                                                      |                                                                         |

## Palmarès

### Allenatore
- Campionato giapponese: 1

Gamba Osaka: 2008
- AFC Champions League: 1

Gamba Osaka: 2008

### Individuale
- Manager giapponese dell'anno: 2
- Manager asiatico dell'anno: 1